# Oecophylla sicula
Oecophylla sicula är en myrart som beskrevs av Carlo Emery 1891. Oecophylla sicula ingår i släktet Oecophylla och familjen myror. Inga underarter finns listade i Catalogue of Life.